# Nghĩa An, Nam Trực
Nghĩa An là một xã thuộc huyên Nam Trực, tỉnh Nam Định

## Lịch sử
- Là sự hợp nhất của 2 xã cũ: Nam An và Nam Nghĩa vào năm 1978
- Xã Nam An được tách ra từ huyện Mỹ Lộc năm 1953 (trước có tên là Mỹ An)

## Vị trí địa lý
- Phía Bắc giáp xã Nam Vân
- Phía Đông giáp xã Nam Vân và Nam Cường
- Phía Nam giáp thị trấn Nam Giang
- Phía Tây giáp Sông Đào

## Hành chính
Các làng:
- An Tùy (Bái Thượng ngoài)
- An Lá
- Trại Bái
- Đại An (gồm các xóm 13, 14, 15, 16)
- Vân Đồn
- Bái Thượng
- Bái Trung
- Bái Hạ (Bái Trạch hạ): xóm Bình Định, bến đình, điện nam, cống, chùa, Quang Trung, Đài Loan, Cầu Đông

Chia ra các xóm từ 1-24

## Di tích lịch sử - văn hóa
- Đền Cả An Lá: là di tích quốc gia, đền thờ Nguyễn Tấn, một vị tướng nhà Đinh thế kỷ X, có công dẹp sứ quân Kiều Công Hãn và phá thành Bình Kiều, được vua Đinh Bộ Lĩnh phong là Thượng tướng quân. Đền An Lá là một trong những ngôi đền có niên đại sớm và là một công trình kiến trúc mang giá trị lịch sử văn hóa thờ người có công lớn trong việc mở mang và phát triển làng An Lá.
- Đền Bái Hạ thờ đức thánh Triệu Quang Phục và đã được xếp hạng di tích.Lễ hội tổ chức vào ngày 15 tháng 3 âm lịch 3 năm 1 lần.
- Đình phủ Đại An
- Chùa Vân Đồn
- Đền Tây: đền thờ Thủy Hải Đại vương thời Hùng Vương. Đền xây dựng vào khoảng thế kỷ XVII -XVIII với kiến trúc theo kiểu tiền nhất, hậu đinh. Lễ hội đền Tây được tổ chức vào ngày 10 tháng 3 (âm lịch) hàng năm.